# Diocesi di Padova
La diocesi di Padova (in latino Dioecesis Patavina) è una sede della Chiesa cattolica in Italia suffraganea del patriarcato di Venezia appartenente alla regione ecclesiastica Triveneto. Nel 2023 contava 1.031.636 battezzati su 1.081.808 abitanti. È retta dal vescovo Claudio Cipolla.

## Territorio
Il territorio diocesano presenta una conformazione a dir poco complessa, in quanto non corrisponde alla provincia di Padova e giunge a comprendere l'Altopiano dei Sette Comuni in provincia di Vicenza, la maggior parte della Riviera del Brenta in provincia di Venezia, l'area del massiccio del Grappa posta a cavallo tra le province di Vicenza, Treviso e Belluno, nonché alcuni comuni adagiati sul medio Piave nelle province di Treviso e Belluno. Le parrocchie fuori dalla provincia di Padova sono 36 nella città metropolitana di Venezia, 77 nella provincia di Vicenza, 13 nella provincia di Treviso e 15 nella provincia di Belluno.

### Evoluzione storica
Gli storici fanno corrispondere i confini con quelli dei municipia romani di Patavium e Ateste e, nel primo periodo, di Vicentia, il che giustificherebbe l'appartenenza al territorio dell'Altopiano di Asiago. Il primo dato certo riguardo ai confini risale però all'897, quando il re d'Italia Berengario del Friuli donò al suo cancelliere, il vescovo Pietro, la vasta corte di Sacco, che comprendeva tutta l'area sudorientale dell'attuale provincia di Padova.

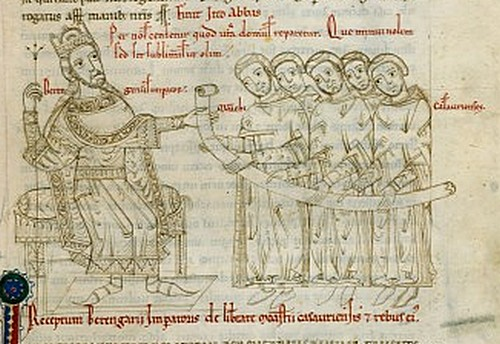
Berengario I e la sua corte

Pochi anni dopo, nel 917, trasferiva allo stesso vescovo il pieno dominio dell'intera valle del Brenta, fino al suo sbocco a Solagna, e delle zone adiacenti. In tal modo veniva assegnato al vescovo di Padova l'impegnativo compito di "guardiano della Valsugana" e si dava al suo territorio una singolare configurazione "a due tronconi": quello meridionale più popoloso e pianeggiante, quello settentrionale montuoso, attorno all'asta fluviale del Brenta, che abbraccia il Pedemonte e tutto l'Altopiano di Asiago, il massiccio del Grappa e le Prealpi Feltrine.
Nel 1786, su pressione dell'arciduca d'Austria, Padova cedette alla diocesi di Trento (oggi arcidiocesi) la parrocchia di Brancafora (attuale Pedemonte).
La geografia "a due tronconi" resistette fino alla riforma ecclesiastica asburgica del 1818, che puntava alla delimitazione di circoscrizioni diocesane territorialmente compatte.
Con la bolla De salute Dominici gregis del 1º maggio 1818 papa Pio VII stabilì il passaggio dalla diocesi di Padova a quella di Vicenza delle parrocchie pedemontane di Breganze, Friola, Marostica, Mason, Molvena, Nove, Pianezze San Cristoforo, Pianezze San Lorenzo, Schiavon e Villaraspa, mentre Padova ricevette in cambio Villa del Conte, Sant'Anna Morosina, Onara, Cittadella, Rossano, Lozzo e Selvazzano. Padova ricevette inoltre la parrocchia di Primolano dalla diocesi di Feltre (oggi diocesi di Belluno-Feltre), quella di Barbona dalla diocesi di Adria (oggi diocesi di Adria-Rovigo) e quella di Cinto Euganeo dalla diocesi di Verona. 
Per effetto di tali aggiustamenti, la diocesi che prima si componeva di due zone non contigue assunse l'attuale conformazione "a clessidra", con Cittadella a fare da congiunzione fra la zona alta e quella bassa.
Il 22 maggio 2024, in forza del decreto Quo aptius del Dicastero per i vescovi, la parrocchia di Mure di Colceresa è stata ceduta alla diocesi di Vicenza.

### Chiese e vicariati
Sede vescovile è la città di Padova, dove si trova la basilica cattedrale di Santa Maria Assunta. Nel territorio sorgono, oltre alla cattedrale e alla pontificia basilica di Sant'Antonio, altre 4 basiliche minori: la basilica di Santa Giustina e la Basilica di Santa Maria del Carmine a Padova, la basilica di Santa Maria Assunta a Teolo, e la basilica di Santa Maria delle Grazie a Este.
A partire da giugno 2025, le 454 parrocchie della diocesi sono state raggruppate in 47 "collaborazioni pastorali", a loro volta raggruppate in 16 vicariati.

### Basilica di Sant'Antonio di Padova
La pontificia basilica del Santo non è compresa nel territorio diocesano poiché direttamente soggetta alla Santa Sede: è rappresentata da un delegato pontificio, carica attualmente ricoperta dall'arcivescovo Diego Giovanni Ravelli.

## Storia

### Le origini e i primi secoli

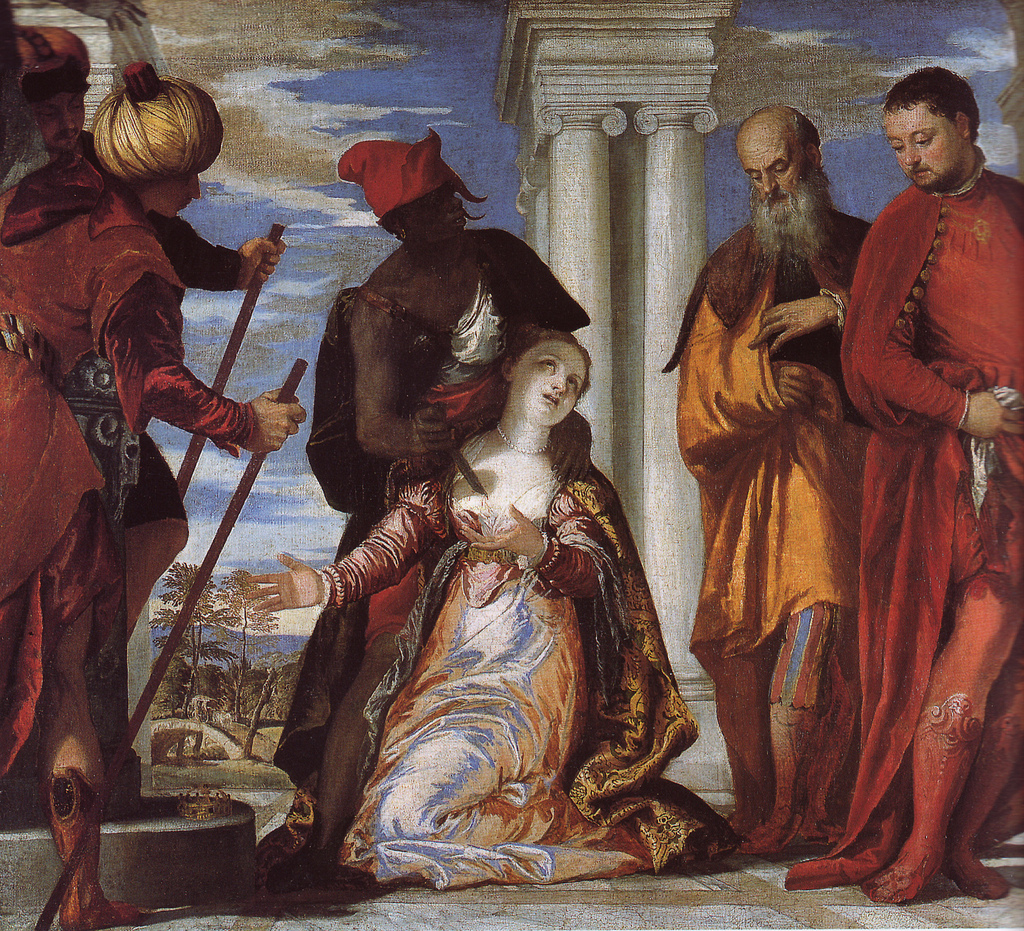
Paolo Veronese, Il martirio di Santa Giustina, Galleria degli Uffizi, Firenze.

La fondazione della chiesa di Padova è tradizionalmente attribuita a san Prosdocimo che, inviato da san Pietro, avrebbe iniziato l'opera di evangelizzazione e di organizzazione ecclesiastica dell'entroterra veneto, opera continuata dai suo successori, i santi Massimo e Fidenzio; figura di grande rilievo nella prima storia cristiana di Padova è la conversione della giovane Giustina, martirizzata durante le persecuzioni di Diocleziano. Recenti studi tendono a ricondurre la fondazione della cattedra patavina e di una definita formazione ecclesiastica attorno al 250. Alla metà del IV secolo fu ospite a Padova, alla sede del vescovo Crispino, Atanasio di Alessandria; mentre, nel successivo concilio di Aquileia, era presente un certo Giovino, che alcuni studiosi identificano come vescovo di Padova.

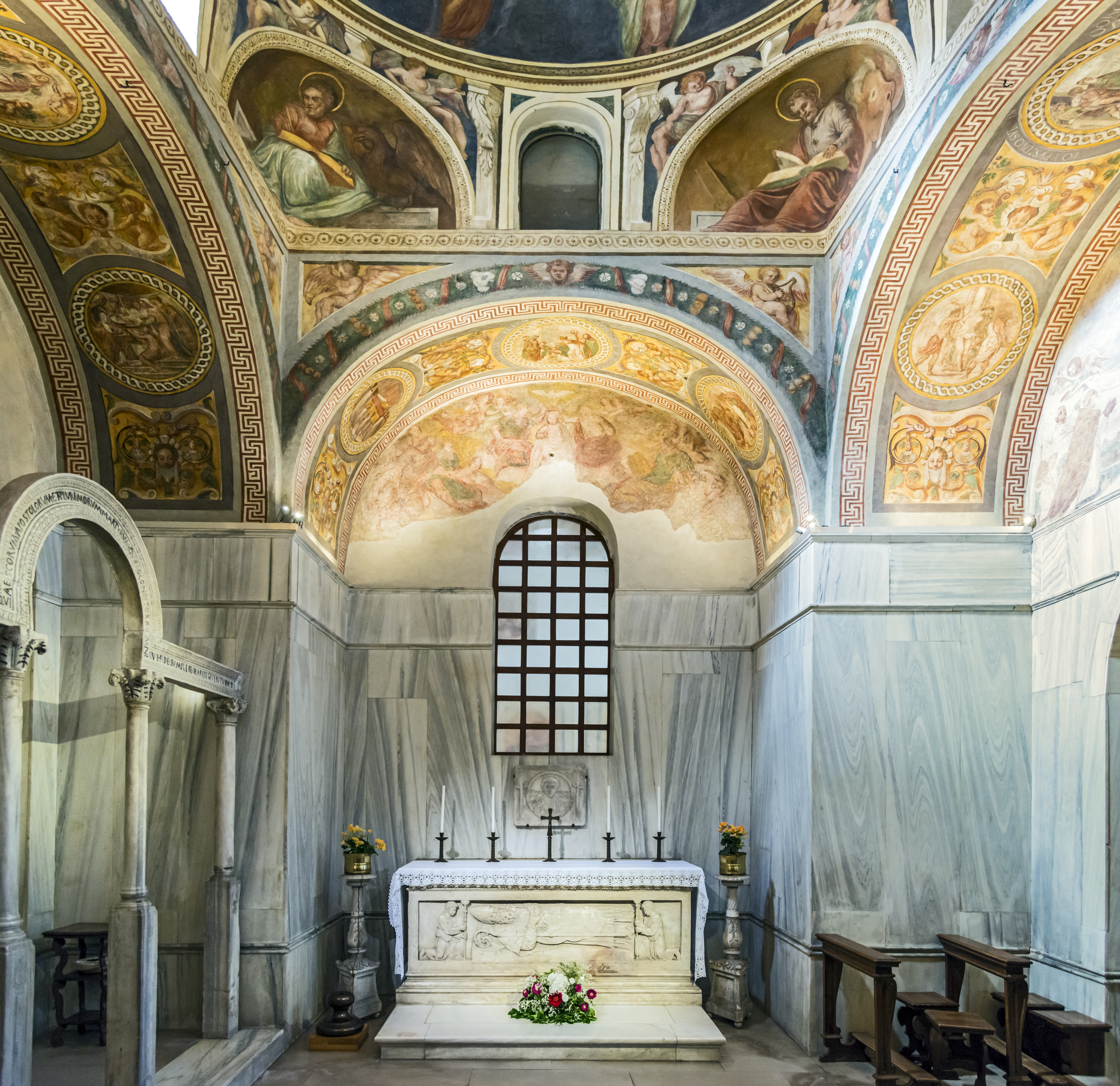
Il Sacello di San Prosdocimo, il più antico luogo di culto di Padova, databile al V o VI secolo

Tra il V e VI secolo le testimonianze storiche si concentrano attorno al culto di santa Giustina e alla sua basilica extra moenia, centro spirituale di primaria importanza dove si raccolsero insigni reliquie, tra cui quelle dell'evangelista Luca e dell'apostolo Mattia e dei martiri padovani. Era pure luogo eletto alla sepoltura dei vescovi, mentre la cattedrale cadde vittima, con il resto della città, delle numerose invasioni dei visigoti, bizantini ed ungari. Di questa oscura stagione, che portò la Patavium romana all'aspetto di una rovina fumante (nella prima metà del VII secolo), sappiamo che i vescovi usarono rifugiarsi verso la laguna, a Malamocco, comportando un precipitoso decadimento della tradizione cristiana patavina tanto che la stessa cronotassi dei vescovi, prima del IX secolo, si fa imprecisa e fumosa, complice pure la scarsità delle fonti e la povertà delle testimonianze archeologiche.
Il vescovo Ursiniano, pur residente a Malamocco, si firmò come episcopus sanctae ecclesiae Paduanae negli atti del sinodo romano del 680. Al tempo del vescovo Domenico invece, che fu presente al concilio di Mantova dell'827, quasi certamente la sede era stata riportata a Padova, poiché a quel concilio non furono presenti vescovi lagunari.

### Il medioevo

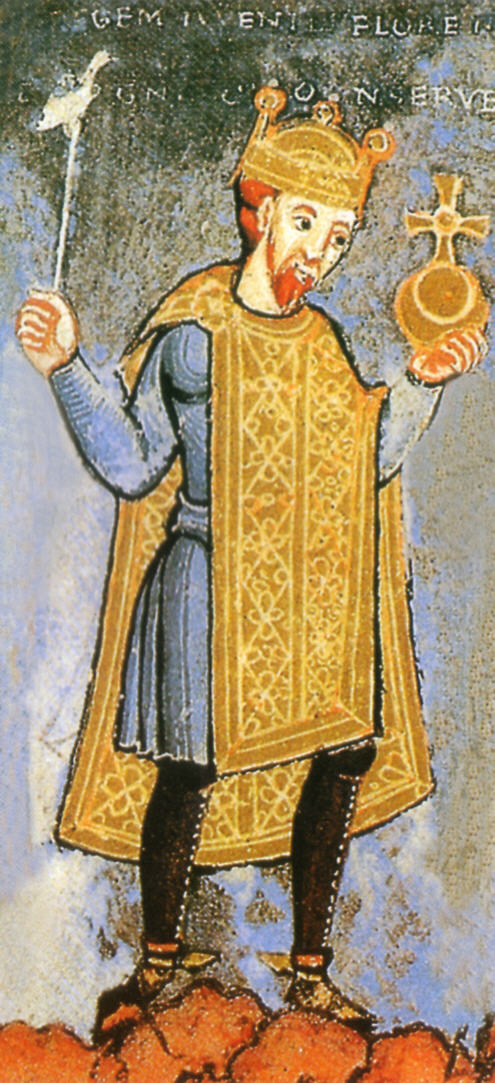
L'imperatore Enrico III, di cui il vescovo Bernardo fu cappellano mentre sedeva alla cattedra di Padova.

Dopo un buio periodo, legato alla totale decadenza della Patavium saccheggiata, con l'età carolingia si attua un lento restauro degli organismi ecclesiastici nella sintonia tra vescovi e casa imperiale. Le donazioni di Berengario del Friuli e la concessione di poter innalzare castelli per difesa propria e della popolazione resero responsabile i vescovi dell'ordine politico e territoriale rendendoli effettivi feudatari in contrasto col sorgere insistente di potenze signorili di ambito rurale. Per garantire l'assoluta indipendenza dell'Abbazia di Santa Giustina, ma anche dei monasteri di San Pietro e Santo Stefano alla metà del X secolo il vescovo Ildeberto concedette prebende e benefizi di notevole entità che andavano a sommarsi a quelli della schola sacerdotum, l'Amplissimo capitolo della cattedrale, già esistente nel IX secolo, a cui si aggregavano le pievi disseminate per l'intero territorio diocesano. Il prestigio della cattedra patavina impennò con la figura del vescovo Gauslino, vicinissimo ad Ottone II, che lo volle al concilio di Ravenna, tra i pochi episcopi mitrati italici presenti.
L'influenza imperiale culminò con la salita alla cattedra di Bernardo che aveva il titolo di cappellano di Enrico III e di Waltolff, proveniente dal capitolo canonicale della cattedrale di Augusta. Nel frattempo non sappiamo come venissero accolte le disposizioni canoniche provenienti da Roma per iniziativa dei papi Leone IX e Niccolò II, emanate ad arginare il fenomeno della simonia e del concubinato. Verso il XI secolo la curia dei vassalli vescovili, ricca di arimanni ovvero i ricchi aristocratici rurali che nel frattempo si erano stanziati in città (come i da Carrara, i da Fontaniva, i Maltraversi), riuscì ad isolare parte del proprio potere, preparando quello che sarebbe diventato il libero comune di Padova, nascente anche grazie al forte senso di civitas che la popolazione stava riscoprendo assieme ad un'elevata spiritualità diffusa soprattutto dai monaci e dalle monache dell'ordine di San Benedetto. Proprio alla fine del secolo XI vanno a collocarsi le grandi inventiones dei corpi santi Massimo, Giuliano e Felicita alla quale fu partecipe lo stesso Papa Leone IX, in passaggio per Padova, mentre nel 1075 venne ritrovato, sotto il pavimento della Basilica di Santa Giustina, il corpo di san Daniele levita, poi portato nella confessiones della cattedrale.

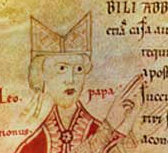
Papa Leone IX, presente all'inventio dei santi Massimo, Giuliano e Felicita

Il forte senso civico portò a corrompere i rapporti tra la chiesa padovana ed il potere imperiale. Non a caso Enrico IV soggiornò a Padova a più riprese tra 1090 e 1097 per sanare la frattura tra il clero riluttante ad accettare le nomine non provenienti dalla curia romana, tanto che il vescovo Pietro IV fu costretto a chiedere diretto intervento alla corte, che non riuscì a bloccare la sua deposizione al Concilio di Guastalla; fu sostituito dal vescovo Sinibaldo che però dovette rifugiarsi ad Este perché cacciato dalla città per violentiam regiam. Il ministero di Sinibaldo fu lungo, colpito dal grande terremoto del 1117 che portò al crollo di gran parte della città, fu legato profondamente a Matilde di Canossa. In questo periodo fiorirono le numerose comunità cenobitiche della diocesi, tra cui l'abbazia di Santa Maria a Praglia (dipendente dell'abbazia di San Benedetto in Polirone), l'abbazia di Santa Maria delle Carceri e l'abbazia di San Michele a Candiana. La situazione mutò soltanto in seguito al concordato di Worms, quando dopo la figura del vescovo Bellino Bertaldi si susseguirono episcopati legati alla sede romana, mentre in seguito alla formazione della Lega Lombarda andava ad inasprirsi il rapporto tra la chiesa padovana e quella primaziale di Aquileia, chiaramente filoimperiale: al concilio di Ravenna, il vescovo Gerardo dovette piegarsi a chiedere perdono al patriarca aquileiense. La chiusura del secolo XII fu caratterizzata dal progressivo riordino dei benefizi e dei confini delle pievi e delle chiese curaziali.
Il XIII secolo fu caratterizzato dai grandi movimenti del clero regolare: l'abbazia di Santa Giustina, guidata dal carismatico abate Arnaldo da Limena, nel 1239 accolse Federico II; l'ordine benedettino degli albi, fondato da Giordano Forzatè fiorì a San Benedetto Vecchio, San Benedetto Novello, San Giovanni di Verdara e Santa Maria in Vanzo. I canonici regolari si stanziarono nelle chiese di santa Sofia e san Michele mentre l'abbazia di Praglia fondò in città tra il 1185 e il 1186 l'ospitium e la chiesa di sant'Urbano. Anche la presenza degli ordini ospitalieri favorì il sorgere di numerosi hospitalia.
Ma fu il fiorire dei nuovi ordini mendicanti ad aprire una nuova stagione edificatoria, verso la metà del secolo: la costruzione della chiesa dei Santi Filippo e Giacomo per la comunità degli Agostiniani, la chiesa di Sant'Agostino per i Domenicani, la chiesa di Santa Maria del Carmine per i Carmelitani, ma soprattutto lo sviluppo del grande complesso antoniano dopo la canonizzazione di Sant'Antonio, avvenuta nel 1232 tramutò la città in uno dei fondamentali centri del francescanesimo europeo.

### Il periodo veneziano
Nel Cinquecento il vescovo decide di costruire una grandiosa villa a Torreglia, su un'altura ai piedi dei Colli Euganei, ispirata ad una domus romana. La villa nata come rifugio dalla calura nel periodo estivo e come cenacolo di artisti e letterati, ebbe varie ristrutturazioni e rimase proprietà della diocesi fino al 1962. Divenuta proprietà del Fondo Ambiente Italiano, è ancora oggi nota come Villa dei Vescovi.
Nel 1671 il vescovo Gregorio Barbarigo istituì il seminario diocesano, a cui nel 1684 aggiunse una tipografia.
Da sempre parte della provincia ecclesiastica di Aquileia, con la soppressione di quest'ultima, il 19 gennaio 1753, in forza della bolla Suprema dispositione di papa Benedetto XIV, la diocesi di Padova divenne suffraganea dell'arcidiocesi di Udine, nuova sede metropolitana per quella parte dell'antico patriarcato che si trovava nel territorio della Serenissima.

### Gli ultimi due secoli

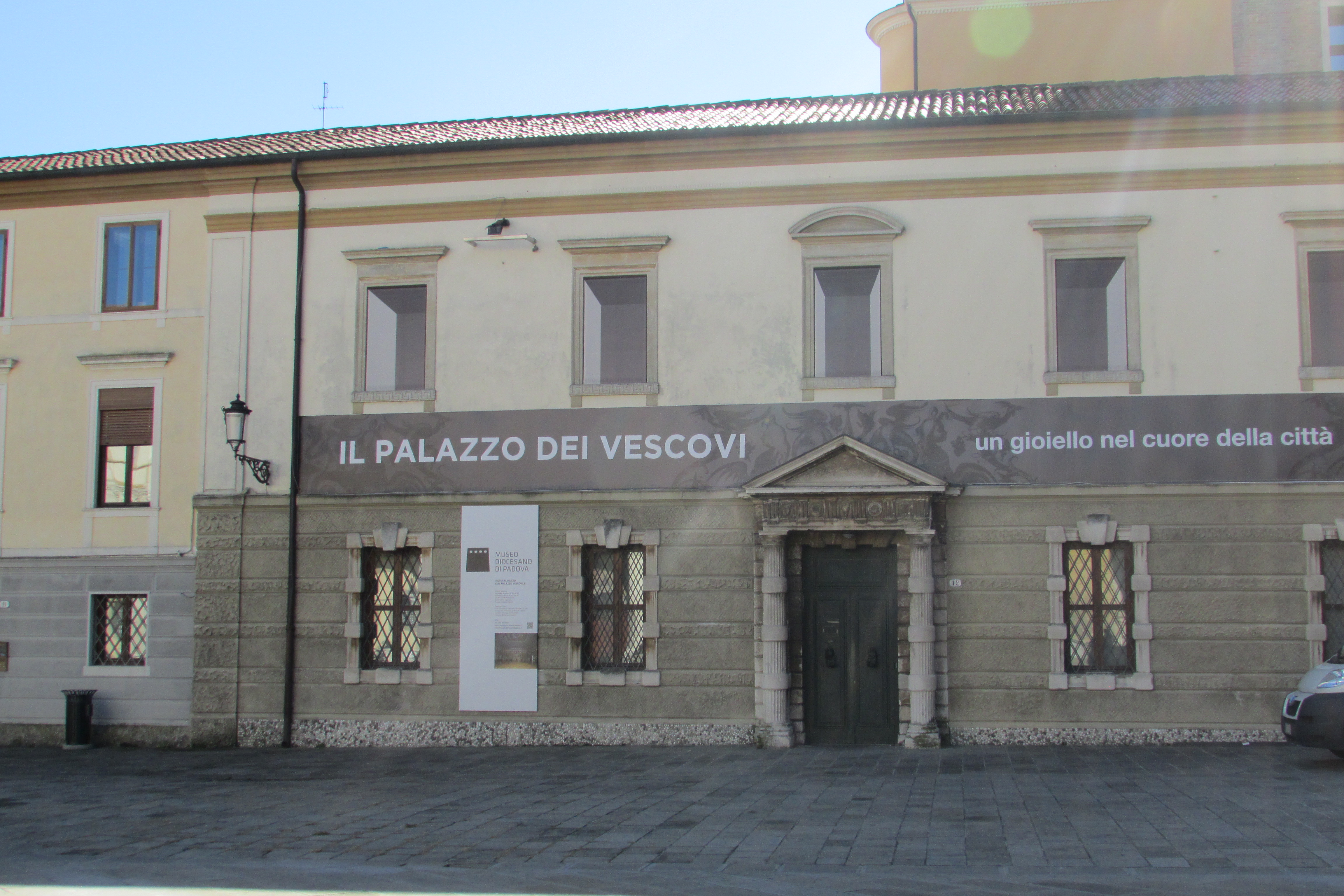
Il palazzo vescovile di Padova, sede anche del Museo diocesano.

Il 1º maggio 1818, in forza della bolla De salute Dominici gregis di papa Pio VII, Udine divenne semplice vescovato e Padova venne aggregata alla provincia ecclesiastica di Venezia. Contestualmente cedette 10 parrocchie alla diocesi di Vicenza, e in cambio ottenne una parrocchia ciascuna dalle diocesi di Verona, Feltre e Adria e altre 7 dalla stessa diocesi di Vicenza.
Nel 1908, per volere del vescovo Luigi Pellizzo, venne fondato il settimanale diocesano La Difesa del popolo.
Nel 1950 nacque il Cuamm (Collegio universitario aspiranti medici missionari), per iniziativa del professor Francesco Canova, già medico missionario in Giordania, e con l'assenso del vescovo Girolamo Bortignon.
Nel 1960 aprì a Sarmeola di Rubano l'Opera della Provvidenza S. Antonio (O.P.S.A.), una grande struttura residenziale che accoglie persone con gravi disabilità. Fu voluta dal vescovo Girolamo Bortignon nel 1955, in seguito alla sua prima visita pastorale alle parrocchie della diocesi, durante la quale rilevò la situazione di emarginazione e bisogno in cui vivevano tante persone, la cui assistenza gravava esclusivamente sulle loro famiglie.
Dopo aver acquistato il palazzo Trevisan-Mion di via Zabarella, nel 1974 la curia padovana lo assegnò al neonato Centro universitario vescovile, destinandolo ad attività pastorali nell'ambito dell'Università di Padova.
Nel 2000 è stato inaugurato il Museo diocesano, allestito negli ambienti del Palazzo vescovile.
Dal 2005 ha sede a Padova la Facoltà teologica del Triveneto, di cui il vescovo di Padova è per statuto vice-gran cancelliere.
Nel 2021 il vescovo Claudio Cipolla indice un sinodo diocesano, che si apre il 5 giugno 2022, solennità di Pentecoste, e si conclude il 25 febbraio 2024.

## Missioni diocesane
La diocesi di Padova è presente con propri missionari fidei donum nei seguenti Paesi:
- in Brasile (dal 1951), nelle diocesi di Petropolis e Roraima;
- in Etiopia (dal 2019), nella prefettura apostolica di Robe;
- in Thailandia (dal 1999), nella diocesi di Chiang Mai, nell'ambito di una missione triveneta.

## Santi e beati legati alla diocesi
- San Daniele di Padova, patrono della città
- Santa Giustina di Padova, patrona della città
- San Prosdocimo, patrono della città
- Sant'Antonio di Padova, festa il 13 giugno
- Bonaventura Badoer Peraga, cardinale, onorato come beato in diocesi il 5 novembre
- Beato Giordano Forzatè, benedettino
- Beato Andrea Giacinto Longhin, vescovo di Treviso, nato a Campodarsego
- San Leopoldo da Castelnuovo
- San Massimo di Padova, secondo vescovo della diocesi
- San Fidenzio di Padova, terzo vescovo della diocesi

## Cronotassi dei vescovi
Si omettono i periodi di sede vacante non superiori ai 2 anni o non storicamente accertati.

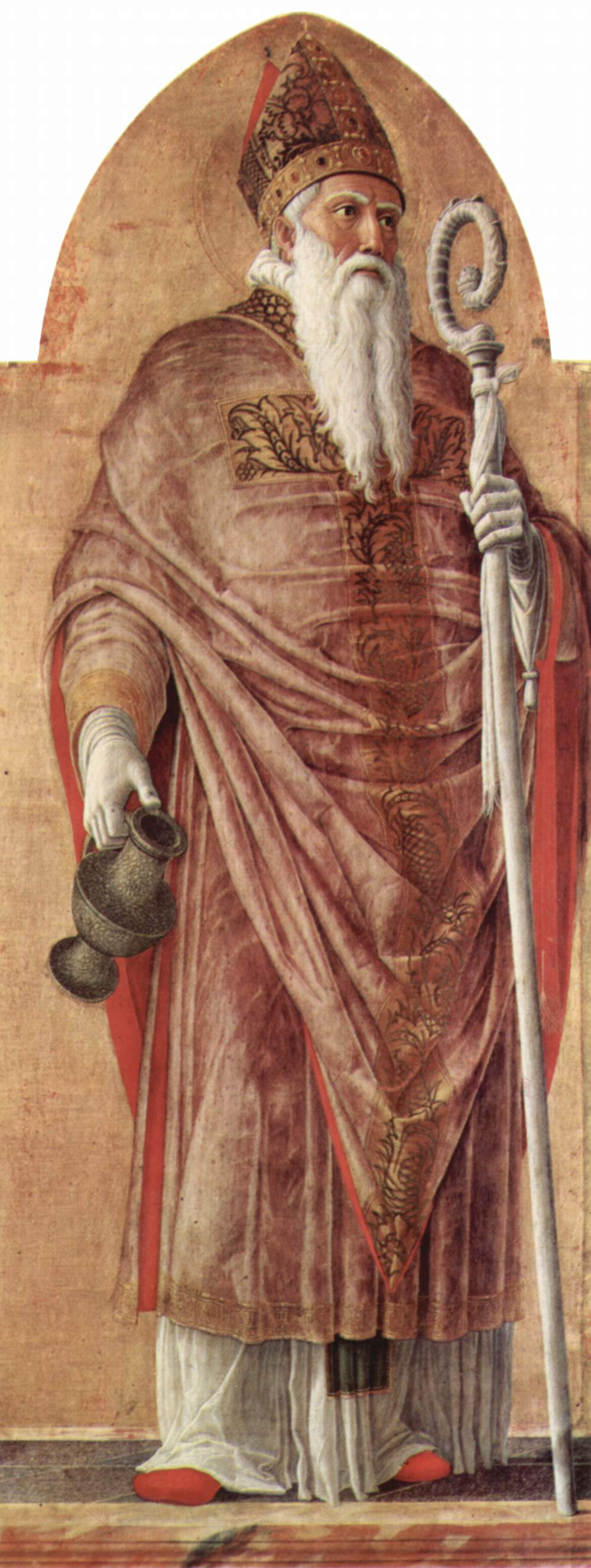
Andrea Mantegna, San Prosdocimo, primo vescovo di Padova, Pinacoteca di Brera.

La seguente cronotassi, fino alla fine del XIII secolo, ripete il catalogo dei vescovi di Padova, redatto in questa stessa epoca e menzionato nel Liber Regiminum Paduae, nella versione corretta da Ludovico Antonio Muratori.
- San Prosdocimo †
- San Massimo †
- San Fidenzio †[16]
- San Procolo †
- Teodoro †
- Avisiano †
- Ambrogio †
- San Siro † (inizio del III secolo)
- Suero †
- San Leonino †[17]
- Mariano †
- Eupavio †
- Felice †
- Paolo †
- Vero †
- Sant'Ilario †
- Crispino † (prima del 342/345 - dopo il 356)[18]
- Limpidio †
- Vitellio †
- Provino †
- Beato Severiano †
- Bergullo † (menzionato nel 571/577)
- Beato Giovanni †
- Cipriano †
- Virgilio †
- Nicola †
- Olimpio o Eclimpio †
- Felice †
- Adeodato †
- Beato Pietro †
- Felice †
- Audacio †
- Tricidio †
- Bergualdo †
- Vitale †
- Odo †
- Ursiniano † (menzionato nel 680)[19]
- Assalonne †
- Richinaldo †
- Gosoldo †
- Diuto †
- Teodosio †
- Rodingo †[20]
- Bodone †
- Giuseppe †
- Rodone (o Bodone) †
- Luitaldo †
- Domenico † (prima dell'827 - dopo l'828)[18]
- Aldegusio †
- Notingo †
- Ercorado †
- Rosio o Rorio † (prima dell'855 - dopo l'874)[21]
- Bilango †
- Liotaldo †
- Obaldo †
- Ebbone †
- Turingario †[22]
- Valto (o Valaico) †
- Pietro II †[23]
- Pietro III †
- Sibicone † (menzionato nel 917)
- Ardemanno †[24]
- Ildeberto o Adalberto † (prima del 942 - dopo il 952)
- Zenone † (? - dopo il 21 marzo 967)[25]
- Gozzelino (o Gaulino) † (prima del 25 aprile 967 - ?)
- Orso † (prima del 992 - dopo il 1027)[26]
- Aistolfo † (menzionato nel 1031)[27]
- Burcardo † (menzionato nel 1040)[26]
- Arnaldo † (menzionato nel 1047)[26]
- Beato Bernardo † (1048 - 1059 deceduto)
- Waltolff † (1060 - gennaio o febbraio 1064 deceduto)
- Olderico † (1064 - 1080)
- Milone † (1084 - 1095 deceduto)
- Pietro IV † (1096 - 1106)
- Sinibaldo † (1106 - 17 ottobre 1125 deceduto)
- San Bellino Bertaldo † (1128 - 26 novembre 1145 deceduto)
- Giovanni Cacio † (1148 - 1165 deceduto)
- Gerardo Offreducci da Marostica † (1165 - dopo il 4 luglio 1213 dimesso)
- Giordano † (prima del 3 dicembre 1214 - 5 novembre 1228 deceduto)
- Giacomo Corrado † (18 luglio 1229 - 5 aprile 1239 deceduto)
  - Sede vacante (1239-1250)
- Giovanni Battista Forzatè † (1250 - 24 giugno 1283 deceduto)
- Percivallo Conti † (circa 1285 - 1286 dimesso)
- Bernardo Platon † (4 marzo 1287 - 21 maggio 1295 deceduto)
- Giovanni Savelli, O.P. † (14 novembre 1295 - 10 gennaio 1299 nominato vescovo di Bologna)[28]
- Ottobuono di Razzi † (11 febbraio 1299 - 29 aprile 1302 nominato patriarca di Aquileia)
- Pagano della Torre † (29 aprile 1302 - 23 marzo 1319 nominato patriarca di Aquileia)
- Ildebrandino Conti † (27 giugno 1319 - 2 novembre 1352 deceduto)
- Giovanni Orsini † (14 gennaio 1353 - giugno 1359 deceduto)
- Pileo da Prata † (12 giugno 1359 - 23 gennaio 1370 nominato arcivescovo di Ravenna)
- Giovanni Piacentini † (23 gennaio 1370 - 28 aprile 1371 nominato arcivescovo di Patrasso)
- Elia Beaufort † (28 aprile 1371 - 14 novembre 1373 nominato vescovo di Castres)
- Raimondo, O.S.B. † (23 gennaio 1374 - 1386 deposto)
- Giovanni Enselmini † (1º ottobre 1388 - 20 marzo 1392 dimesso)
- Ugo Roberti † (7 maggio 1392 - 12 aprile 1396 nominato patriarca di Gerusalemme)
- Stefano da Carrara † (25 giugno 1396 - 10 aprile 1402 nominato arcivescovo di Nicosia)
  - Stefano da Carrara † (10 aprile 1402 - 1406 dimesso) (amministratore apostolico)
- Albano Micheli † (8 marzo 1406 - 1409 deceduto)
- Pietro Marcello † (16 novembre 1409 - 1428 deceduto)
- Pietro Donà † (16 giugno 1428 - 7 ottobre 1447 deceduto)
- Fantino Dandolo † (8 gennaio 1448 - 17 febbraio 1459 deceduto)
  - Pietro Barbo † (9 marzo 1459 - 26 marzo 1460 dimesso) (vescovo eletto)
- Jacopo Zeno † (26 marzo 1460 - 13 aprile 1481 deceduto)
  - Pietro Foscari † (15 aprile 1481 - 22 agosto 1485 deceduto) (amministratore apostolico)
- Giovanni Battista Micheli † (1485 - 1487 dimesso)
- Pietro Barozzi † (14 marzo 1487 - 10 gennaio 1507 deceduto)
- Pietro Dandolo † (20 ottobre 1507 - 1509 deceduto)
- Sisto Gara della Rovere † (11 giugno 1509 - 8 marzo 1517 deceduto)
- Marco Corner † (9 marzo 1517 - 24 luglio 1524 deceduto)
- Francesco Pisani † (8 agosto 1524 - 1555 dimesso)
- Alvise Pisani † (1555 - 3 o 29 giugno 1570 deceduto)
- Nicolò Ormanetto † (3 luglio 1570 - 18 gennaio 1577 deceduto)
- Federico Corner † (19 luglio 1577 - 4 ottobre 1590 deceduto)
- Alvise Corner † (4 ottobre 1590 succeduto - 20 ottobre 1594 deceduto)
- Marco Corner † (12 dicembre 1594 - 11 giugno 1625 deceduto)
- Pietro Valier † (18 agosto 1625 - 5 o 9 aprile 1629 deceduto)
- Federico Corner † (30 aprile 1629 - 11 giugno 1631 nominato patriarca di Venezia)
- Marcantonio Corner † (15 novembre 1632 - 27 aprile 1636 deceduto)
- Luca Stella † (11 luglio 1639 - 21 dicembre 1641 deceduto)
- Giorgio Corner † (14 luglio 1642 - 15 novembre 1663 deceduto)
- San Gregorio Barbarigo † (24 marzo 1664 - 18 giugno 1697 deceduto)
- Giorgio Corner † (26 agosto 1697 - 10 agosto 1722 deceduto)
- Gianfrancesco Barbarigo † (20 gennaio 1723 - 26 gennaio 1730 deceduto)
- Giovanni Minotto Ottoboni † (8 febbraio 1730 - 9 dicembre 1742 deceduto)
- Carlo della Torre Rezzonico † (11 marzo 1743 - 6 luglio 1758 eletto papa con il nome di Clemente XIII)
- Sante Veronese † (11 settembre 1758 - 1º febbraio 1767 deceduto)
- Antonio Marino Priuli † (6 aprile 1767 - 26 ottobre 1772 deceduto)
- Nicolò Antonio Giustinian, O.S.B. † (14 dicembre 1772 - 12 novembre 1796 deceduto)
  - Sede vacante (1796-1807)
- Francesco Scipione Dondi dall'Orologio † (18 settembre 1807 - 6 ottobre 1819 deceduto)
- Modesto Farina † (13 agosto 1821 - 10 maggio 1856 deceduto)
- Federico Manfredini † (19 marzo 1857 - 17 agosto 1882 deceduto)
- Giuseppe Callegari † (25 settembre 1882 - 14 aprile 1906 deceduto)
- Luigi Pellizzo † (13 luglio 1906 - 24 marzo 1923 dimesso)[29]
- Elia Dalla Costa † (23 maggio 1923 - 19 dicembre 1931 nominato arcivescovo di Firenze)
- Carlo Agostini † (30 gennaio 1932 - 5 febbraio 1949 nominato patriarca di Venezia)
- Girolamo Bartolomeo Bortignon, O.F.M.Cap. † (1º aprile 1949 - 7 gennaio 1982 ritirato)
- Filippo Franceschi † (7 gennaio 1982 - 30 dicembre 1988 deceduto)
- Antonio Mattiazzo (5 luglio 1989 - 18 luglio 2015 ritirato)
- Claudio Cipolla, dal 18 luglio 2015

## Statistiche
La diocesi nel 2023 su una popolazione di 1.081.808 persone contava 1.031.636 battezzati, corrispondenti al 95,4% del totale.
| anno | popolazione | popolazione | popolazione | presbiteri | presbiteri | presbiteri | presbiteri                | diaconi | religiosi | religiosi | parrocchie |
| anno | battezzati  | totale      | %           | numero     | secolari   | regolari   | battezzati per presbitero | diaconi | uomini    | donne     | parrocchie |
| ---- | ----------- | ----------- | ----------- | ---------- | ---------- | ---------- | ------------------------- | ------- | --------- | --------- | ---------- |
| 1950 | 837.015     | 839.024     | 99,8        | 1.207      | 913        | 294        | 693                       |         | 670       | 3.065     | 401        |
| 1970 | 860.000     | 860.051     | 100,0       | 1.344      | 902        | 442        | 639                       |         | 602       | 4.334     | 432        |
| 1980 | 956.000     | 965.040     | 99,1        | 1.316      | 917        | 399        | 726                       |         | 648       | 3.427     | 453        |
| 1990 | 982.777     | 986.387     | 99,6        | 1.222      | 843        | 379        | 804                       | 10      | 601       | 2.845     | 459        |
| 1999 | 1.014.030   | 1.019.578   | 99,5        | 1.190      | 834        | 356        | 852                       | 15      | 596       | 2.467     | 459        |
| 2000 | 1.008.967   | 1.018.354   | 99,1        | 1.167      | 834        | 333        | 864                       | 18      | 558       | 2.455     | 459        |
| 2001 | 1.012.128   | 1.021.648   | 99,1        | 1.123      | 819        | 304        | 901                       | 18      | 516       | 2.518     | 459        |
| 2002 | 1.027.874   | 1.036.547   | 99,2        | 1.249      | 811        | 438        | 822                       | 19      | 492       | 2.428     | 459        |
| 2003 | 1.022.451   | 1.034.223   | 98,9        | 1.124      | 805        | 319        | 909                       | 19      | 482       | 2.332     | 459        |
| 2004 | 1.027.662   | 1.039.117   | 98,9        | 1.111      | 782        | 329        | 924                       | 25      | 479       | 2.256     | 459        |
| 2013 | 1.008.112   | 1.076.954   | 93,6        | 1.018      | 724        | 294        | 990                       | 50      | 395       | 1.722     | 459        |
| 2016 | 1.029.000   | 1.075.698   | 95,7        | 958        | 685        | 273        | 1.074                     | 53      | 330       | 1.713     | 459        |
| 2019 | 1.012.157   | 1.059.437   | 95,5        | 936        | 666        | 270        | 1.081                     | 54      | 416       | 1.433     | 459        |
| 2021 | 1.000.240   | 1.046.855   | 95,5        | 901        | 631        | 270        | 1.110                     | 53      | 403       | 1.474     | 459        |
| 2023 | 1.031.636   | 1.081.808   | 95,4        | 858        | 627        | 231        | 1.202                     | 55      | 341       | 1.283     | 459        |